# Halli
Halli är en tätort (finska: taajama) i Jämsä stad (kommun) i landskapet Mellersta Finland i Finland. Fram till 2000 var Halli centralorten för Kuorevesi kommun. Vid tätortsavgränsningen den 31 december 2021 hade Halli 916 invånare och omfattade en landareal av 4,44 kvadratkilometer.
Patria har en fabrik i Halli, vilken bland annat tillverkar helikoptrar av modell NHIndustries NH90. I Halli ligger Hallinporttis flygmuseum.